# Стокгольмская общественная библиотека
Стокгольмская общественная библиотека (швед. Stockholms stadsbibliotek) — публичная библиотека в Стокгольме, в районе Васастан на пересечении улиц Свеавеген и Оденгатан. Главное здание библиотеки построенное по проекту архитектора Гуннара Асплунда является одним из самых известных сооружений города. Сегодня название «Стокгольмская общественная библиотека» используется как для обозначения самой библиотеки, так и всей муниципальной библиотечной системы Стокгольма. На 2007 год собрание книгохранилища насчитывало около 700 000 книг в главном здании библиотеки, а также 177 ежедневных газет и 1200 журналов, некоторые из которых хранились в зданиях по соседству. Стокгольмская общественная библиотека, первая публичная библиотека в Швеции, в которой посетители получили самостоятельный доступ к книгам без помощи сотрудников книгохранилища.

## История библиотеки
В 1918 году Фонд Кнута и Алисы Валленбергов передал городу Стокгольм пожертвование в размере 1 млн. шведских крон для основания публичной библиотеки с условием, что городской совет на эти же цели выделит 575 000 шведских крон и выделит место для здания. В 1922 году комитет по строительству библиотеки одобрил проект архитектора Гуннара Асплунда. Спустя два года началось строительство близ Стокгольмской обсерватории и парка Обсерваториелунден.
Здание библиотеки было построено Гуннаром Асплундом в стиле нордического классицизма, представляющего собой переходный этап от классицизма к функционализму в шведской архитектуре 1910—1930–х годов.
Официальное открытие состоялось 31 марта 1928 года в присутствии принца Евгения Бернадотта. Из-за финансовых трудностей западное крыло главного здания было достроено только в 1932 году, завершив квадратное основание вокруг ротонды главного читального зала.
Также по проекту Гуннара Асплунда в 1931 году на юге от библиотеки был разбит парк с большим прудом и построена сеть магазинов на улице Свеавеген. Три дополнительных здания на западе от главного здания библиотеки входили в первоначальный проект, но были спроектированы и построены архитекторами Эриком Лаллерстедтом в начале 1930-х и Паулем Хедквистом в начале 1950-х годов.
В 2006 году был объявлен международный архитектурный конкурс на расширение библиотеки. Новое здание планировалось рядом с главным зданием библиотеки на месте трёх дополнительных зданий, которые решили снести. В 2007 году победителем был объявлен проект архитектора Хайке Ханады из Германии. В конце 2009 года все работы по реализации проекта были приостановлены из-за давления развернувшейся общественной кампании против изменения первоначального архитектурного ландшафта комплекса библиотеки.

## Содержание и объемы библиотечных фондов
Стокгольмская общественная библиотека является частью системы публичных библиотек Стокгольма. Её филиалы представляют собой, главным образом, отраслевые библиотеки. С 1996 года в соседнем здании на улице Оденгатан, 59 действует филиал — Международная библиотека, в которой хранятся книги и периодика на более чем 100 иностранных языках, в том числе на русском языке. Филиал Сериетекет в районе Культурхусет является библиотекой комиксов.